# Henning Glawatz
Henning Glawatz (* 9. Dezember 1949 in Hellendorf; † 18. April 2025 in Büchold) war ein Brigadegeneral des Heeres der Bundeswehr.

## Militärische Laufbahn

### Ausbildung und erste Verwendungen
Glawatz trat nach dem Abitur 1969 als Offizieranwärter in Nagold in die Bundeswehr ein. Nach der Ausbildung zum Offizier des Truppendienstes der Fallschirmjägertruppe und der Beförderung zum Leutnant wurde er von 1971 bis 1976 als Zugführer im Fallschirmjägerbataillon 271 in Iserlohn sowie der Luftlandepanzerabwehrkompanie 270 in Munster eingesetzt und während dieser Zeit zum Oberleutnant befördert. Von 1976 bis 1980 diente Hauptmann Glawatz als Kompaniechef der 2. Kompanie des Fallschirmjägerbataillons 262 in Merzig.

### Dienst als Stabsoffizier
Von 1980 bis 1982 absolvierte Glawatz den 23. Generalstabslehrgang an der Führungsakademie der Bundeswehr in Hamburg, wo er zum Offizier im Generalstabsdienst ausgebildet wurde, und wurde hiernach zum Major befördert. Im Anschluss wurde er von 1982 bis 1984 in Hannover als Generalstabsoffizier für Planung, Ausbildung und Organisation (G3) in der MAD-Gruppe II in Hannover eingesetzt. 1984 wurde er nach Lippstadt versetzt, wo er bis 1987 als G3 der Luftlandebrigade 27 unter Günter Roth und Ernst Richstein diente. 1987 nahm er an einem Lehrgang des Joint Forces Staff College in Norfolk, Virginia teil.
Zurück in Deutschland übernahm er vom 1987 an für ein Jahr lang den Dienstposten des Generalstabsoffiziers für Personal (G1) der 1. Luftlandedivision in Bruchsal unter dem Kommando von Christoph-Adolf Fürus. Von 1988 bis 1990 hatte Oberstleutnant Glawatz mit dem Fallschirmjägerbataillon 271 in Iserlohn ein Truppenkommando inne und kehrte im Anschluss daran 1990 an die Hamburger Führungsakademie der Bundeswehr zurück, wo er bis 1992 als Dozent für Truppenführung und Tutor des Generalstabslehrganges verwendet wurde.
Hiernach wurde Oberst Glawatz abermals zur 1. Luftlandedivision nach Bruchsal versetzt und diente dort bis 1994 als Chef des Stabes unter dem Kommando von Fritz Eckert. Im Jahre 1994 nahm er an einem Lehrgang des NATO Defence College in Rom teil. Nach seiner Rückkehr nach Deutschland nahm Glawatz seinen alten Posten wieder ein, jedoch mit dem Unterschied, dass die Aufgaben der 1. Luftlandedivision inzwischen – vom aus Teilen der aufgelösten 4. Panzergrenadierdivision und der 1. Luftlandedivision – neu aufgestellten Kommando Luftbewegliche Kräfte/4. Division in Regensburg übernommen wurden. Hier diente er von 1994 bis 1996 unter Bernd Albert als Chef des Stabes. Im Dezember 1995 übernahm er von Hans-Heinrich Dieter das Kommando über die Luftlandebrigade 26 in Saarlouis. Ebenfalls im Dezember 1995 übernahm er von Dieter die Aufgaben des Kommandeurs des zweiten deutschen Einsatzkontingents United Nations Protection Force (GECONUNPROFOR) in Trogir/Kroatien im ehemaligen Jugoslawien. Nachdem die Peace Implementation Forces (IFOR) ebenfalls im Dezember das Kommando übernommen hatten, diente Glawatz bis zum Frühjahr 1996 als Chef des Stabes des deutschen Kontingents der IFOR unter dem Kommando von Friedrich Riechmann. Zurück in Deutschland führte er die Luftlandebrigade bis 1999. Dabei ging Glawatz 1997 erneut in den Auslandseinsatz, diesmal als Chef des Stabes und stellvertretender nationaler Befehlshaber des deutschen Kontingents der nunmehrigen SFOR im Rajlovac. Die Bundeswehrsoldaten evakuierten während der Operation Libelle über 100 deutsche Botschaftsangehörige aus bürgerkriegsähnlichen Zuständen in Albanien. Hierbei gab es das erste Gefecht der Bundeswehr bei einem Auslandseinsatz.

### Dienst als General
Am 1. April 1999 wurde Glawatz zum Brigadegeneral ernannt. Mit Wirkung zum 1. Januar 2000 übergab er das Kommando über die Luftlandebrigade 26 an Manfred Schlenker. Glawatz selbst wurde in das JHQ Rheindahlen versetzt und diente dort als Chef des Stabes und Dienstältester Deutscher Offizier des Allied Rapid Reaction Corps (ARRC) unter dem Kommando der britischen Generalleutnante Christopher Drewry und Richard Dannatt.
2004 erfolgte die Versetzung nach Ulm, wo er bis 2005 als stellvertretender Kommandierender General und Chef des Stabes des II. Korps unter dem Kommando von Jan Oerding diente.
Im September 2005 kehrte Glawatz nach Regensburg zurück, wo seit 2001 die Division Spezielle Operationen die Aufgaben vom Kommando Luftbewegliche Kräfte/4. Division übernommen hatte. Hier diente er in seiner letzten Verwendung bis zum 31. Dezember 2009 als stellvertretender Kommandeur unter Rainer Glatz, Hans-Lothar Domröse und Hans-Werner Fritz. Den Posten übergab er schließlich an Volker Bescht und wurde in den Ruhestand versetzt.

## Privates
Glawatz war verheiratet mit Susan Schubert, der Inhaberin einer Brauerei in Arnstein. Das Ehepaar lebte zuletzt im Schloss Büchold. Glawatz starb 2025.

## Auszeichnungen
- Verdienstorden der Bundesrepublik Deutschland
- Einsatzmedaille Gefecht
- sechs Einsatzmedaillen der Bundeswehr
- Saarländischer Verdienstorden
- Ungarischer Verdienstorden

## Schriften
- Schloss Büchold im Spiegel der Zeit: Geschichte eines unterfränkischen Adelssitzes. Rotabene-Data-Service, Rothenburg ob der Tauber 2012, ISBN 978-3-927374-98-0.